# Maria Felicita di Savoia
Maria Felicita Vittoria di Savoia (Torino, 19 marzo 1730 – Roma, 13 maggio 1801) fu una principessa del Regno di Sardegna.

## Biografia
Figlia del re Carlo Emanuele III di Savoia e della sua seconda moglie Polissena d'Assia, nacque nel Palazzo Reale di Torino.
A quattro anni sua madre morì e il padre si risposò con Elisabetta Teresa di Lorena.
Molto religiosa, decise di non sposarsi mai e si dedicò ad opere di misericordia. Consigliata da Giovanni Battista Canaveri, fondò a Torino un convento, chiamato Convitto per donne nubili e vedove, per accogliere vedove e nubili indigenti.
Nel 1788, il fratello della Principessa, Re Vittorio Amedeo III, le fece riallestire un appartamento del piano terra del Palazzo Reale di Torino, in quanto l'appartamento occupato dalla Principessa al secondo piano, fu destinato ai duchi d'Aosta, Vittorio Emanuele e sua moglie Maria Teresa d'Austria-d'Este che nel 1789 convolavano a nozze.
L'appartamento del piano terra era stato allestito nei primissimi anni del '700, per il Principe di Piemonte Vittorio Amedeo Filippo, erede al trono e figlio di Vittorio Amedeo II. Il giovane principe morì però all'età di 16 anni, nel 1715. L'architetto Giovanni Battista Piacenza, si occupò tra il 1788 ed il 1789, di progettare e coordinare i lavori di riallestimento delle stanze destinate a Maria Felicita di Savoia, dove saranno mantenute le decorazioni pittoriche del pittore Daniel Seiter effettuate ad inizio '700 per il Principe di Piemonte.
Quando la Prima Repubblica francese dichiarò guerra al Regno di Sardegna nel 1792, il re Vittorio Amedeo III cercò di difendere il proprio regno, con la cosiddetta "Guerra delle Alpi" che vide per più di quattro anni, affrontarsi l'esercito Sabaudo contro l'esercito francese. Persa la guerra, Vittorio Amedeo III fu costretto a firmare, nel 1796, l'armistizio di Cherasco e poco dopo morì. 
Nel 1798, i generali francesi obbligarono il nuovo re di Sardegna, Carlo Emanuele IV ad abbandonare la capitale. 
Così Felicita fu costretta a seguire la corte e a lasciare Torino, per rifugiarsi a Roma insieme alla famiglia, ospite dei Colonna. Visse da esule fino alla morte, avvenuta nel 1801 a Roma.

## Ascendenza
|                                                 |                             |                                                             | Genitori                                          |  |  | Nonni |  |  | Bisnonni                    |  |  | Trisnonni                   |  |
|                                                 |                             |                                                             |                                                   |  |  |       |  |  | Carlo Emanuele II di Savoia |  |  | Vittorio Amedeo I di Savoia |  |
|                                                 |                             |                                                             |                                                   |  |  |       |  |  | Carlo Emanuele II di Savoia |  |  | Vittorio Amedeo I di Savoia |  |
|                                                 |                             | Maria Cristina di Borbone-Francia                           |                                                   |  |  |       |  |  | Carlo Emanuele II di Savoia |  |  |                             |  |
| Vittorio Amedeo II di Savoia                    |                             |                                                             |                                                   |  |  |       |  |  | Carlo Emanuele II di Savoia |  |  |                             |  |
|                                                 |                             | Maria Giovanna Battista di Savoia-Nemours                   | Carlo Amedeo di Savoia-Nemours                    |  |  |       |  |  |                             |  |  |                             |  |
|                                                 |                             | Maria Giovanna Battista di Savoia-Nemours                   | Carlo Amedeo di Savoia-Nemours                    |  |  |       |  |  |                             |  |  |                             |  |
|                                                 |                             | Maria Giovanna Battista di Savoia-Nemours                   | Elisabetta di Borbone-Vendôme                     |  |  |       |  |  |                             |  |  |                             |  |
| Carlo Emanuele III di Savoia                    |                             | Maria Giovanna Battista di Savoia-Nemours                   |                                                   |  |  |       |  |  |                             |  |  |                             |  |
|                                                 |                             | Filippo I di Borbone-Orléans                                | Luigi XIII di Francia                             |  |  |       |  |  |                             |  |  |                             |  |
|                                                 |                             | Filippo I di Borbone-Orléans                                | Luigi XIII di Francia                             |  |  |       |  |  |                             |  |  |                             |  |
|                                                 |                             | Filippo I di Borbone-Orléans                                | Anna d'Austria                                    |  |  |       |  |  |                             |  |  |                             |  |
| Anna Maria d'Orléans                            |                             | Filippo I di Borbone-Orléans                                |                                                   |  |  |       |  |  |                             |  |  |                             |  |
|                                                 |                             | Enrichetta Anna Stuart                                      | Carlo I d'Inghilterra                             |  |  |       |  |  |                             |  |  |                             |  |
|                                                 |                             | Enrichetta Anna Stuart                                      | Carlo I d'Inghilterra                             |  |  |       |  |  |                             |  |  |                             |  |
|                                                 |                             | Enrichetta Anna Stuart                                      | Enrichetta Maria di Francia                       |  |  |       |  |  |                             |  |  |                             |  |
| Maria Felicita                                  |                             | Enrichetta Anna Stuart                                      |                                                   |  |  |       |  |  |                             |  |  |                             |  |
|                                                 | Guglielmo d'Assia-Rotenburg | Ernesto d'Assia-Rheinfels                                   |                                                   |  |  |       |  |  |                             |  |  |                             |  |
|                                                 | Guglielmo d'Assia-Rotenburg | Ernesto d'Assia-Rheinfels                                   |                                                   |  |  |       |  |  |                             |  |  |                             |  |
|                                                 | Guglielmo d'Assia-Rotenburg | Maria Eleonora di Solms-Lich                                |                                                   |  |  |       |  |  |                             |  |  |                             |  |
| Ernesto Leopoldo di Assia-Rotenburg             | Guglielmo d'Assia-Rotenburg |                                                             |                                                   |  |  |       |  |  |                             |  |  |                             |  |
|                                                 |                             | Maria Anna di Löwenstein-Wertheim-Rochefort                 | Ferdinando Carlo di Löwenstein-Wertheim-Rochefort |  |  |       |  |  |                             |  |  |                             |  |
|                                                 |                             | Maria Anna di Löwenstein-Wertheim-Rochefort                 | Ferdinando Carlo di Löwenstein-Wertheim-Rochefort |  |  |       |  |  |                             |  |  |                             |  |
|                                                 |                             | Maria Anna di Löwenstein-Wertheim-Rochefort                 | Anna Maria di Fürstenberg-Heiligenberg            |  |  |       |  |  |                             |  |  |                             |  |
| Polissena d'Assia-Rheinfels-Rotenburg           |                             | Maria Anna di Löwenstein-Wertheim-Rochefort                 |                                                   |  |  |       |  |  |                             |  |  |                             |  |
|                                                 |                             | Massimiliano Carlo Alberto di Löwenstein-Wertheim-Rochefort | Ferdinando Carlo di Löwenstein-Wertheim-Rochefort |  |  |       |  |  |                             |  |  |                             |  |
|                                                 |                             | Massimiliano Carlo Alberto di Löwenstein-Wertheim-Rochefort | Ferdinando Carlo di Löwenstein-Wertheim-Rochefort |  |  |       |  |  |                             |  |  |                             |  |
|                                                 |                             | Massimiliano Carlo Alberto di Löwenstein-Wertheim-Rochefort | Anna Maria di Fürstenberg-Heiligenberg            |  |  |       |  |  |                             |  |  |                             |  |
| Eleonora Maria di Löwenstein-Wertheim-Rochefort |                             | Massimiliano Carlo Alberto di Löwenstein-Wertheim-Rochefort |                                                   |  |  |       |  |  |                             |  |  |                             |  |
|                                                 |                             | Polissena Maria Khuen von Lichtenberg und Belasi            | Matias Khuen von Lichtenberg und Belasi           |  |  |       |  |  |                             |  |  |                             |  |
|                                                 |                             | Polissena Maria Khuen von Lichtenberg und Belasi            | Matias Khuen von Lichtenberg und Belasi           |  |  |       |  |  |                             |  |  |                             |  |
|                                                 |                             | Polissena Maria Khuen von Lichtenberg und Belasi            | Anna Susanna von Meggau                           |  |  |       |  |  |                             |  |  |                             |  |
|                                                 |                             | Polissena Maria Khuen von Lichtenberg und Belasi            |                                                   |  |  |       |  |  |                             |  |  |                             |  |